# Jean-Louis Loday
Jean-Louis Loday (* 12. Januar 1946; † 6. Juni 2012 bei Les Sables-d’Olonne) war ein französischer Mathematiker.
Loday besuchte das Lycée Louis-le-Grand und war 1963 landesweit Erster im Concours General in Mathematik. Ab 1965 studierte er an der École normale supérieure. 1975 wurde er bei Max Karoubi an der Universität Straßburg promoviert (K-theorie algèbrique et representations de groupes). Er war Forschungsdirektor des CNRS und Professor an der Universität Straßburg (IRMA). Er starb 2012 bei einem Segel-Unfall.
Loday befasste sich mit algebraischer K-Theorie, algebraischer Topologie, Nichtkommutativer Geometrie (Zyklische Homologie) und Algebra (Theorie von Operaden).
1987 erhielt er den Prix Francœur der Academie des Sciences.
Er veröffentlichte auch unter dem Pseudonym Guillaume William Zinbiel (aus den Buchstaben von Leibniz zusammengestellt), nach dem er Zinbiel Algebren benannte.
Zu seinen Doktoranden gehören Bruno Vallette und Christian Kassel.

## Schriften
- K-théorie algébrique et représentations de groupes. Ann. Sci. École Norm. Sup. (4)  9  (1976), no. 3, 309–377.
- Spaces with finitely many nontrivial homotopy groups. J. Pure Appl. Algebra  24  (1982), no. 2, 179–202.
- mit Daniel Quillen: Cyclic homology and the Lie algebra homology of matrices. Comment. Math. Helv.  59  (1984),  no. 4, 569–591.
- mit Ronald Brown: Van Kampen theorems for diagrams of spaces. With an appendix by M. Zisman. Topology  26  (1987),  no. 3, 311–335.
- Opérations sur l'homologie cyclique des algèbres commutatives. Invent. Math.  96  (1989),  no. 1, 205–230.
- Une version non commutative des algèbres de Lie: les algèbres de Leibniz. L'Enseignement Mathématique, Band 39, 1993, S. 269–293 (Einführung von Leibniz Algebren)
- mit Pirashvili Teimuraz Universal enveloping algebras of Leibniz algebras and (co)homology. Mathematische Annalen, Band 296, 1993, S. 139–158
- La renaissance des opérades, Seminaire Bourbaki 792, 1994/95
- Cyclic Homology. Grundlehren der mathematischen Wissenschaften, Springer Verlag 1992, 2. Auflage 1998
- mit Maria Ronco: Hopf algebra of the planar binary trees. Adv. Math.  139  (1998),  no. 2, 293–309.
- Dialgebras. Lecture Notes in Mathematics 1763, Springer Verlag 2001
- Generalized bialgebras and triples of operads. Astérisque, Nr. 320, 2008
- mit Bruno Vallette: Algebraic Operads. Grundlehren der mathematischen Wissenschaften, Springer Verlag 2012